# Adolfo Valencia
Pour les articles homonymes, voir Valencia.
Adolfo Valencia, né le 6 février 1968 à Buenaventura (Colombie), est un footballeur colombien, qui évoluait au poste d'attaquant à l'Independiente Santa Fé, au Bayern Munich, à l'Atlético Madrid, à l'America Cali, à la Reggiana, au PAOK Salonique, aux New York Metrostars, à l'Hangzhou Greentown et à l'Unión Atlético Maracaibo ainsi qu'en équipe de Colombie.
Valencia marque quatorze buts lors de ses trente-sept sélections avec l'équipe de Colombie entre 1992 et 1998. Il participe à la coupe du monde de football en 1994 et 1998 et à la Copa América en 1993.

## Biographie
Surnommé « le Train », cet attaquant a débuté dans son pays à l'Independiente Santa Fé, avant de débarquer en Europe où il a évolué dans quatre championnats différents, en Allemagne avec le Bayern Munich, en Espagne avec l'Atlético Madrid, en Italie avec la Reggiana et en Grèce avec le PAOK Salonique. Valencia a également joué dans le championnat américain de la MLS avec les New York Metrostars. Il a pris sa retraite en 2002 à 34 ans, après une dernière saison avec l'Unión Atlético Maracaibo au Venezuela.
Valencia a inscrit 14 buts en 37 sélections avec l'équipe de Colombie entre 1992 et 1998. Il a disputé deux coupes du monde, en 1994 (il inscrit à cette occasion deux buts contre la Roumanie et les États-Unis) et en 1998.

## Carrière
- 1988-1992 : Independiente Santa Fé
- 1993-1994 : Bayern Munich
- 1994-1995 : Atlético Madrid
- 1995-1996 : Independiente Santa Fé
- 1997 : America Cali
- 1997-1998 : Reggiana
- 1998-1999 : Independiente Medellín
- 1999 : PAOK Salonique
- 2000-2001 : New York Metrostars
- 2002 : Independiente Santa Fé
- 2002-2003 : Hangzhou Greentown
- 2003 : Unión Atlético Maracaibo
- 2004 : Hangzhou Greentown  [1]

## Statistiques

### En sélection nationale
| Saison                | Sélection             | Phases finales        | Phases finales | Phases finales | Phases finales | Éliminatoires CDM | Éliminatoires CDM | Éliminatoires CDM | Matchs amicaux | Matchs amicaux | Matchs amicaux | Total | Total | Total |
| Saison                | Sélection             | Compétition           | M              | B              | Pd             | M                 | B                 | Pd                | M              | B              | Pd             | M     | B     | Pd    |
| --------------------- | --------------------- | --------------------- | -------------- | -------------- | -------------- | ----------------- | ----------------- | ----------------- | -------------- | -------------- | -------------- | ----- | ----- | ----- |
| 1991-1992             | Colombie              | -                     | -              | -              | -              | -                 | -                 | -                 | 1              | 1              | 0              | 1     | 1     | 0     |
| 1992-1993             | Colombie              | Copa América 1993     | 5              | 2              | 0              | -                 | -                 | -                 | 7              | 3              | 0              | 12    | 5     | 0     |
| 1993-1994             | Colombie              | Coupe du monde 1994   | 3              | 2              | 0              | 3                 | 2                 | 1                 | 2              | 1              | 0              | 8     | 5     | 1     |
| 1995-1996             | Colombie              | -                     | -              | -              | -              | 2                 | 0                 | 0                 | 6              | 3              | 0              | 8     | 3     | 0     |
| 1996-1997             | Colombie              | Copa América 1997     | -              | -              | -              | 1                 | 0                 | 0                 | -              | -              | -              | 1     | 0     | 0     |
| 1997-1998             | Colombie              | Coupe du monde 1998   | 3              | 0              | 0              | -                 | -                 | -                 | 4              | 0              | 0              | 7     | 0     | 0     |
| Total sur la carrière | Total sur la carrière | Total sur la carrière | 11             | 4              | 0              | 6                 | 2                 | 1                 | 20             | 8              | 0              | 37    | 14    | 1     |

## Palmarès

### En équipe nationale
- 37 sélections et 14 buts avec l'équipe de Colombie entre 1992 et 1998.
- Troisième de la Copa América 1993.
- Participe au premier tour de la coupe du monde 1994 et de la coupe du monde 1998.

### Avec l'Independiente Santa Fé
- Vainqueur de la Coupe de Colombie de football en 1989.

### Avec le Bayern Munich
- Vainqueur du Championnat d'Allemagne de football en 1994.

### Avec l'America Cali
- Vainqueur du Championnat de Colombie de football en 1997.

### Avec New York Metrostars
- Vainqueur de la Conférence Est de la Major League Soccer en 2000.